# Black Metal (Album)
Black Metal ist das zweite Album der englischen Heavy-Metal-Band Venom. Es wurde im November 1982 veröffentlicht und wird als wichtiger Einfluss für die Thrash-, Death- und Black-Metal-Szenen, die Anfang der 1980er und 1990er Jahre entstanden, angesehen. Für letztere war das Album Namensgeber, musikalisch wird es eher dem Thrash Metal zugeordnet.
 Das Album taucht in der Anthologie 1001 Albums You Must Hear Before You Die auf.

## Entstehung
Das Album wurde in den Impulse-Studios in drei Tagen aufgenommen, dem Zeitraum, den die Band von Neat Records zugestanden bekam. An der Produktion waren neben Keith Nichol alle Mitglieder der Band beteiligt. Cronos „war mittlerweile erfahren genug in der Studioarbeit, um genau zu wissen, was für einen Sound wir brauchten, und der fand sich nun mal nicht im Archiv der gängigen BBC-Effekte“; für den Anfang des Albums wurde ein „Stahlträger mit einer Kettensäge bearbeitet und das Teil dabei total geschrottet“, für Buried Alive „Mikrofone in Pappkartons gelegt und Sand darauf geschaufelt“, um das Gefühl zu reproduzieren, lebendig begraben zu werden. Da bei anderen Bands im Studio oft ihr eigener Klang verlorenging, sagte Cronos seinen Mitmusikern, sie sollten ihre Instrumente so wie bei Konzerten stimmen und ihre Live-Ausrüstung nutzen.

## Stil und Texte
Die Lieder auf Black Metal wurden als „rohe, eingängige Speed-Rhythmus-Ausbrüche und knüppelnde Riffs“ beschrieben, dazu kam eine „No-Budget-Produktion wie ein Kellerkonzert“. Die Texte behandeln Alptraumszenarien (Buried Alive, Raise the Dead), Horrormythologie (Countess Bathory) oder Sexfantasien (Teacher’s Pet).

## Rezeption
In Robert Dimerys Buch der 1001 Alben wurde Black Metal als „Wutparodie in Perfektion“ bezeichnet, die „verstörte Kritiker und Eltern“ hinterlassen habe. Nur wenige hätten damals ahnen können, dass dadurch eine „echte dunkle Subkultur“ hervorgerufen werden würde. Eduardo Rivadavia von allmusic bezeichnete das Titellied Black Metal, Raise the Dead und Acid Queen als „proto-thrashing classics“, Leave Me in Hell als „überraschend komplex“, Teacher’s Pet als „unüblich albern“ und Bloodlust sowie Countess Bathory als „absolute Klassiker“. Während, außer möglicherweise Countess Bathory, keines der Stücke den Einfluss von Stücken des Debütalbums Welcome to Hell, wie Witching Hour und Angel Dust erlangt habe, manifestiere sich der spätere Black Metal auf diesem Vorreiter als Gesamtwerk.

## Gestaltung
Das Cover des Albums wurde von Conrad „Cronos“ Lant, dem Sänger und Bassisten der Band, erstellt. Es trägt auch ein scheinbares Anti-Piraterie-Symbol mit dem Aufdruck: „Home taping is killing music... So are Venom.“ („Zu-Hause-überspielen tötet die Musik... Genauso wie Venom.“)

## Titelliste
Seite A
1. Black Metal 3:40
2. To Hell and Back 3:00
3. Buried Alive 4:16
4. Raise the Dead 2:45
5. Teacher’s Pet 4:41

Seite B
1. Leave Me in Hell 3:33
2. Sacrifice 4:27
3. Heaven's on Fire 3:40
4. Countess Bathory 3:44
5. Don't Burn the Witch 3:20
6. At War with Satan (preview) 2:14

Bonuslieder auf der Neuveröffentlichung aus dem Jahr 2002
1. Bursting Out 2:58
2. Black Metal 3:08
3. Nightmare 3:27
4. Too Loud for the Crowd 2:09
5. Bloodlust 2:44
6. Die Hard 3:06
7. Acid Queen 2:31
8. Bursting Out 2:59
9. Hounds of Hell 3:20